# Telamoptilia tiliae
Telamoptilia tiliae là một loài bướm đêm thuộc họ Gracillariidae. Nó được tìm thấy ở Nhật Bản (Hokkaidō) và vùng Viễn Đông Nga.
Sải cánh dài 6.8–8 mm. Ấu trùng ăn Tilia maximowicziana. Chúng có thể ăn lá nơi chúng làm tổ.